# Lipotriches gracilipes
Lipotriches gracilipes là một loài Hymenoptera trong họ Halictidae. Loài này được Smith mô tả khoa học năm 1875.

## Hình ảnh

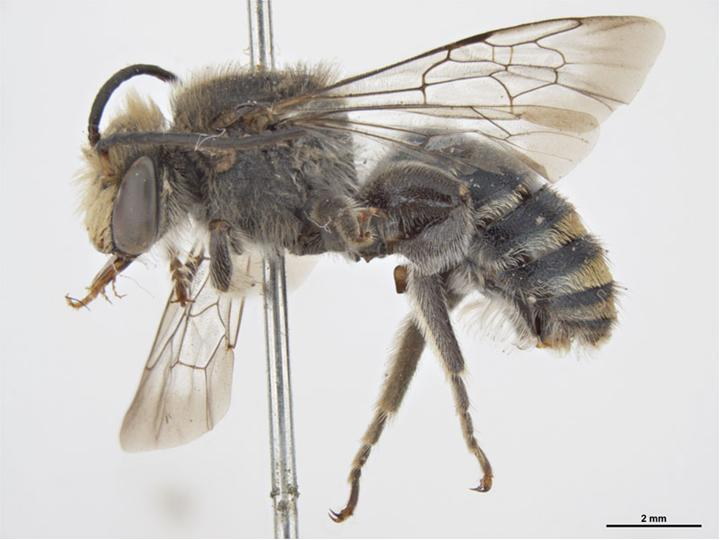